# ロイテンバッハ (ヴュルテンベルク)
ロイテンバッハ (ドイツ語: Leutenbach) はドイツ連邦共和国バーデン＝ヴュルテンベルク州レムス＝ムル郡に属す町村（以下、本項では便宜上「町」と記述する）である。この町はシュトゥットガルトの北東約20 km のレムス＝ムル郡内ヴィネンデンとバックナングとの間に位置している。この町は、シュトゥットガルト地方（1992年まではネッカー中流域）およびシュトゥットガルト大都市圏に属す。

## 地理

### 位置
ロイテンバッハは、シュヴァーベンの森およびバックナンガー盆地の辺縁部、高度 254 m から 420 m に位置する。町域内をブーヒェンバッハ川、ロートバッハ川、ヘラハバッハ川が流れている。

### 地質学
ロイテンバッハは、南西ドイツ・ケスタに位置しており、高度の高い地域は一部コイパーベルクラントに達する。

### 隣接する市町村
ロイテンバッハは、西から逆時計回りに、ヴァイブリンゲン、シュヴァイクハイム、ヴィネンデン、バックナング、ブルクシュテッテン（以上いずれもレムス＝ムル郡）およびアファルターバッハ（ルートヴィヒスブルク郡）と境を接している。

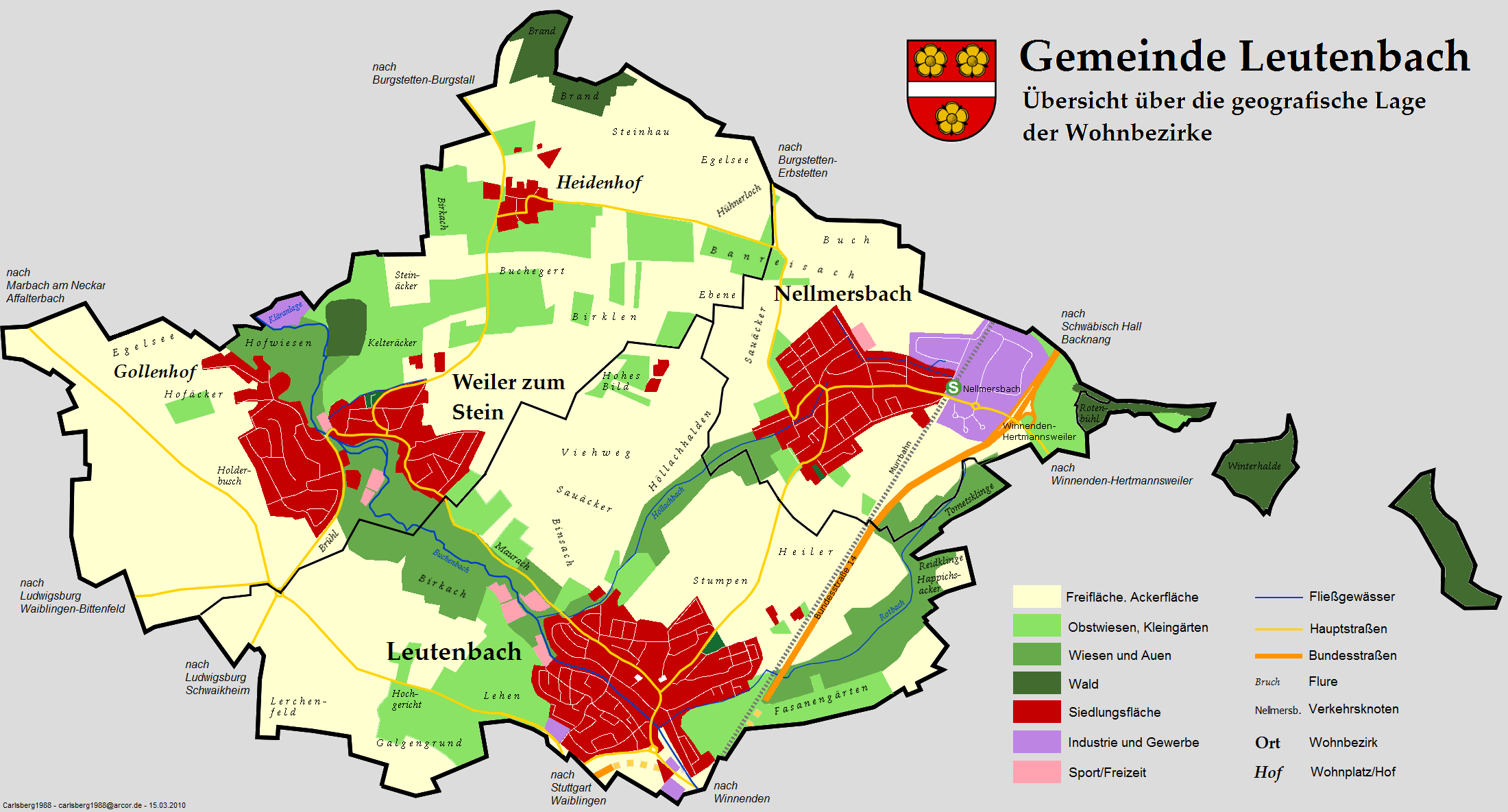
ロイテンバッハの構成と土地利用

### 自治体の構成
自治体としてのロイテンバッハは、ロイテンバッハ、ネルマースバッハ、ヴァイラー・ツーム・シュタインの3つのヴォーンベツィルク（居住地区）からなる。これらの地区はかつての同名の町村と一致する。各地区には小集落、農場、住宅地が含まれる。

### 土地利用
| 土地用途別面積 | 面積 (km2) | 占有率 |
| -------------- | ---------- | ------ |
| 住宅地         | 1.23       | 8.3 %  |
| 産業用地       | 0.38       | 2.6 %  |
| レジャー用地   | 0.14       | 1.0 %  |
| 交通用地       | 1.28       | 8.7 %  |
| 農業用地       | 10.56      | 71.7 % |
| 森林           | 0.56       | 3.8 %  |
| 水域           | 0.09       | 0.6 %  |
| その他の用地   | 0.49       | 3.3 %  |
| 合計           | 14.73      |        |

出典: Statistisches Landesamt Baden-Württemberg

## 歴史

### 近代以前
ロイテンバッハは古い表記の Lutenbach として1284年に、ネルマースバッハ (Nitmaresbach) は1071年に、ヴァイラー・ツーム・シュタイン (Wyler) は1245年に初めて文献に記録されている。ギューグリンゲンのフォークト（代官）としてハインリヒ・フォン・ルーテンバッハの名前が記述されている1295年のルドルフ・フォン・ノイフェンの文書は、貴族「フォン・ロイテンバッハ」家の最初の証拠とされている。
現在の町域内に遺る最初の定住の痕跡（たとえば、墳墓とか道具など）は、青銅器時代および鉄器時代初期のものである。紀元前750年から450年の時代におそらくケルト人やスキタイ人が現在の町域に定住した。ロイテンバッハは、オーバーゲルマニッシュ＝レティシャー・リーメスの約 15 km 西に位置しており、ローマの支配地域に含まれていた。ローマによる占領の時代は紀元後155年に始まり、約100年間続いた。その痕跡も、2つのヴィラ・ルスティカ跡をはじめ、いくつか遺されている。

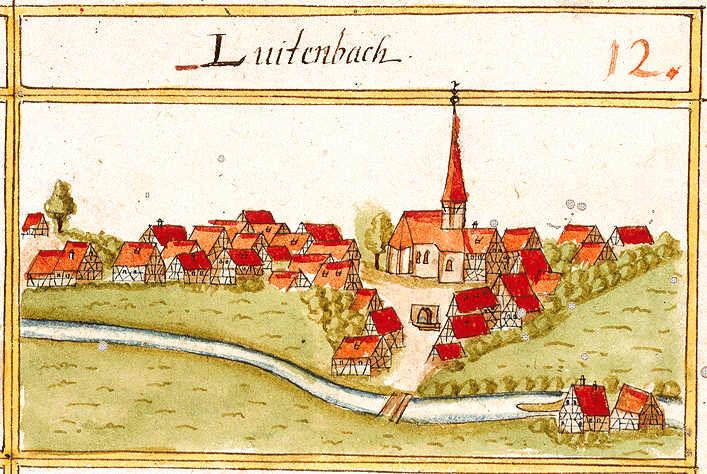
アンドレアス・キーザーの1685年の森林登録簿に描かれたロイテンバッハ

中世には、ロイテンバッハとネルマースバッハはヴィネンデン家、ヴァイラー・ツーム・シュタインはヴォウルゼルデン城（現在はアファルターバッハの一部）の支配下にあった。1322年にエーバーハルト高貴伯がこの城を購入し、アムト・マールバッハに編入した。ヴァイラー・ツーム・シュタインはこれに従った。一方、ロイテンバッハとネルマースバッハは、その3年後にエーバーハルトの息子にあたるヴュルテンベルク伯ウルリヒ3世が獲得し、アムト・ヴィネンデンに編入された。このため、ロイテンバッハとネルマースバッハは後にヴァイブリンゲン郡に属し、ヴァイラー・ツーム・シュタインはバックナング郡（マールバッハ郡は1938年に廃止され、ヴァイラー・ツーム・シュタインはバックナング郡に編入されていた）に属すこととなったのである。
三十年戦争はロイテンバッハの3村落を無傷ではおかず、甚大な困窮をもたらした。プファルツ継承戦争でネルマースバッハは、南西ドイツの他の多くの村と同じように、デュ・マ将軍率いるフランス軍によって完全に焼き尽くされた。

### 19世紀から20世紀
1806年1月1日にヴュルテンベルク王国が成立した。ロイテンバッハとネルマースバッハは1808年に行政改革に伴ってオーバーアムト・ヴァイブリンゲンに配置され、ヴァイラー・ツーム・シュタインはそれまで通りオーバーアムト・マールバッハに属した。
ヴァイブリンゲンからバックナングへのムルタール鉄道の完成により、ネルマースバッハは1876年に王立ヴュルテンベルク邦有鉄道の鉄道網に接続し、大きな経済的活況を経験した。ネルマースバッハは現在もこの町で唯一工業地域を有する地区である。
現在のロイテンバッハは、1975年1月1日にバーデン＝ヴュルテンベルク州の地域再編に伴って、ロイテンバッハ、ネルマースバッハ、ヴァイラー・ツーム・シュタインの隣接する3つの町村が合併して成立した。町の行政機関はロイテンバッハに置かれ、統合後の町名もこの集落から採られた。

## 住民

### 人口推移
以下に示すのは、現在の町域にあたる地域の人口推移である。

### 宗教
3地区はそれぞれ独自の福音主義教会が組織されている。カトリック教会はロイテンバッハ地区にあり、町の全域を管轄する。この2大教会の他にロイテンバッハには、ヴァイラー・ツーム・シュタインでは新使徒派教会、ネルマースバッハではエホバの証人が活動を行っている。

## 行政

### 議会
ロイテンバッハの町議会は、選挙で選出された18人の名誉職の議員と、議長を務める町長の合計19人で構成されている。町長は町議会において投票権を有している。

### 首長
2018年現在の町長はユルゲン・キースルである。彼は1999年6月21日にロイテンバッハの町長に選出され、2015年から3期目を務めている。

### 紋章
ロイテンバッハの紋章は、赤地に銀の横帯が引かれ、3輪の黒い萼を持つ5弁の金のバラが描かれている。この図案は、1391年に押印されたハインリヒ・フォン・ロイテンバッハの印章にまで遡る。紋章の配色には、元の3つの町村の色を採用している。

### 姉妹都市
- ドゥナボグダニ（ドイツ語版、英語版）（ハンガリー、ペシュト県）1990年
- オルシャン（フランス語版、英語版）（フランス、ジュラ県）2011年[10]

### 援助・支援都市
- Knićanin（セルビア、ヴォイヴォディナ自治州）1955年

Knićanin から追放され難民となったかつての住民の多くがロイテンバッハに定住したことに由来する。

## 文化と見所

### 博物館
- ヴァイラー・ツーム・シュタインの郷土博物館、墓地の近くにあり、4月から10月の第1日曜日または申し込みに応じて開館する[11]。

### 音楽
ドイツのパンク・バンド「NoRMAhl」はロイテンバッハで結成された。

### クラブ・協会
レムス＝ムル＝ビューネはアマチュア劇団であり、独自の演出でツアーも行う。

### 公園
町の建設計画に伴う土地利用の中心的な調整措置として、ロイテンバッハとネルマースバッハとの間のヘラハバッハ川の谷にヘラハアウエ景観公園が造られた。

### 年中行事
- 2月: ラートハウスシュトゥルム、謝肉祭の時期、ネルマースバッハの「ゲースムジカー」が市庁舎を指揮し、町長をその職から解放する。
- 3月: オスターブルネン、毎年復活祭に3つの果樹・穀物生産協会が協力して市庁舎の泉に美し花飾りを行う。
- 4月: マイファイアー（5月祭）、毎年4月30日のマイファイアーで住民たちは校庭でかわるがわる5月の挨拶をする。
- 7月: ロイテンバッハー・ホッケツェ、街道祭、毎年夏休みの第1週末に開催される。
- 9月: ビュルガーエンプファング、無給の奉仕活動の参加者が称揚される。
- 11月: シュポルトラーエールング、スポーツで活躍した選手や指導者が表彰される。
- 11月/12月: ロイテンバッハのクリスマスマーケット、第2アドヴェントの週末に開催される。

## 経済と社会資本

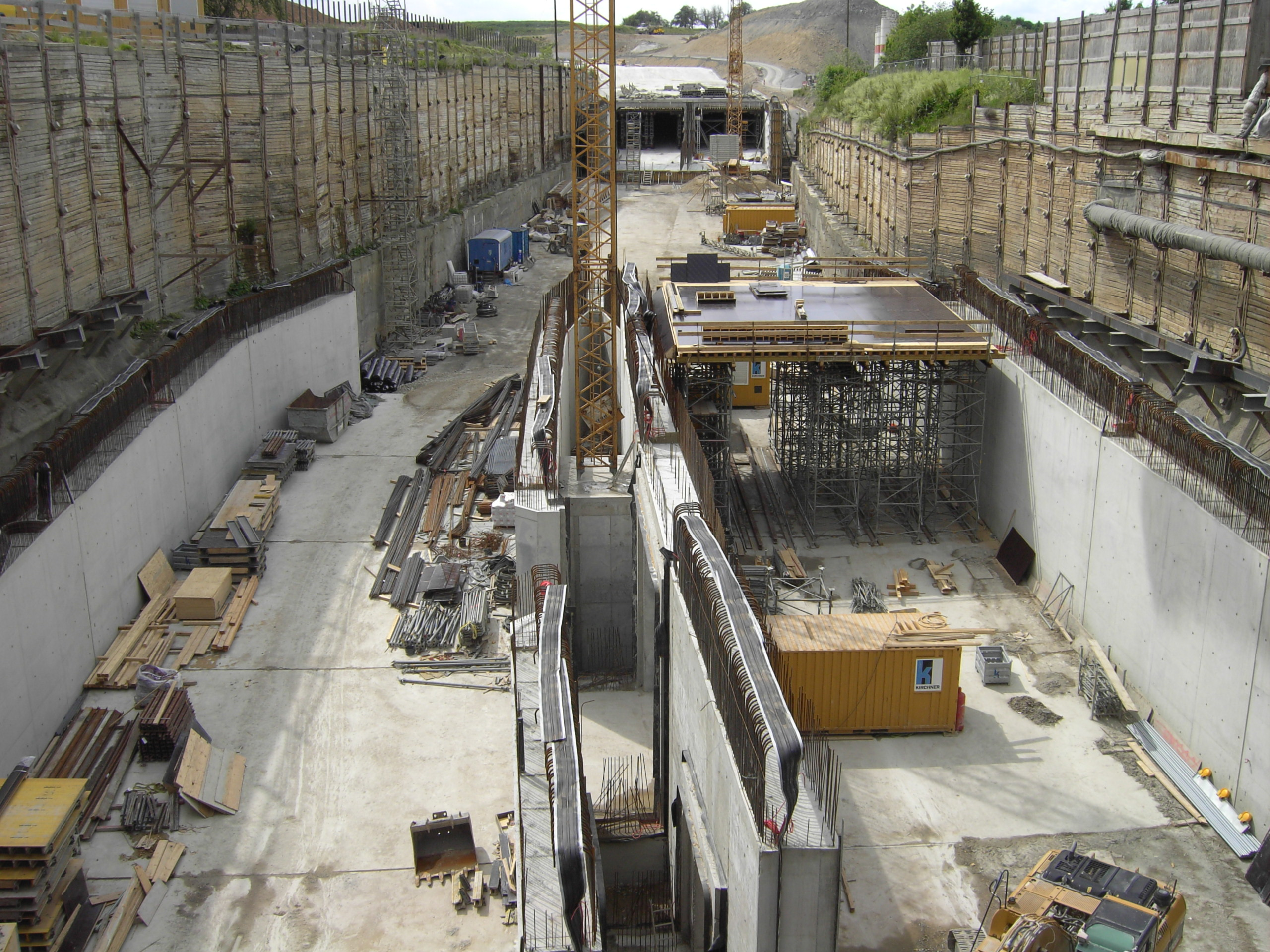
ロイテンバッハのトンネル建設

### 交通
ネルマースバッハには、鉄道ヴァイブリンゲン - シュヴェービッシュ・ハル＝ヘッセンタール線の停車駅がある。ネルマースバッハと州都シュトゥットガルトを15分から30分間隔で結ぶシュトゥットガルトSバーンのS3号線（バックナング - シュトゥットガルト - 空港）がこの路線を運行している。
2009年9月に連邦道 B14号線の新しい工事区間が開通した。この道路はヴィネンデンの西を迂回しており、ヴィネンデンおよびヘルトマンスヴァイラーの通り抜け交通が軽減した。このために長さ約 1 km のトンネル・ロイテンバッハが建設された。ロイテンバッハはヴィネンデン西インターチェンジ、ネルマースバッハはネルマースバッハ・インターチェンジで B14号線に接続している。

### 地元企業
3つの大きな雇用主はいずれもネルマースバッハ地区にある:
- H.P. Kaysser GmbH + Co. KG、板金加工および機械製造、350人が働いている。
- メタルクス AG、従業員数 120人のセンサー技術の製造業者
- ファインヴェルクテクニーク・オットー・ハラント GmbH、自動測定、試験機械の開発と運用の世界的トップメーカー

### メディア
公式の広報誌は「アムツブラット・ロイテ」である。ロイテンバッハのローカルニュースは「ヴィネンダー・ツァイツゥング」および散発的には「シュトゥットガルター・ツァイトゥング」や「バックナング・クライスツァイトゥング」で報道される。

### 教育
- 3つの地区にはそれぞれ基礎課程学校が存在するが、ロイテンバッハ地区ではゲマインシャフツシューレと組み合わされている。上級の学校はヴィネンデンやバックナングの学校に進学する。幼稚園は全部で11園ある。
- ロイテンバッハ地区にはヴィネンデン市民大学の分教場が存在する。

## 人物

### ゆかりの人物
- アンドレアス・ヒンケル（1982年 - ）サッカー選手。バックナングで生まれ、ロイテンバッハで育った。